# 炭俵
炭俵（すみだわら）は、俳諧の撰集で、俳諧七部集の一つ。志太野坡、小泉孤屋、池田利牛編。1694年（元禄7年）6月28日奥書。京都の井筒屋庄兵衛、江戸の本屋藤助刊。半紙本上下2冊。題号の由来は、柏木素龍の序によれば、芭蕉の「炭だはらといへるは誹也けり」との言葉による。

## 概要
編者3名はいずれも越後屋の手代で松尾芭蕉晩年の弟子である。森川許六は彼らを「師の恩に依て炭俵の選者の号を蒙り、名をあらはせり」と評している。
上巻は芭蕉・野坡両吟歌仙を巻頭に、服部嵐雪・利牛・野坡の三吟歌仙、孤屋・芭蕉・岱水・利牛の三吟百韻、春夏の諸家発句を収める。下巻は秋冬の諸家発句にはじまり、宝井其角・孤屋の両吟歌仙、天野桃隣・野坡・利牛の三吟歌仙、芭蕉・野坡・孤屋・利牛の四吟歌仙、杉山杉風・孤屋・芭蕉ら13名の連衆による歌仙で終わっている。上下巻の発句の総数は258句。
許六が「炭俵のかるみ」（『俳諧問答』）「炭俵・後猿のかるみ」（『宇陀法師』）と評したように、「かるみ」を形象化した撰集として知られ、芭蕉自身も「別座敷・猿蓑のなりわたりおびたゞしく候」と述べている。芭蕉晩年の俳風「かるみ」の代表的撰集である。
『炭俵』の素材や構成は、幸田露伴『利休箸』に影響を与えた。